# Bogard (Missouri)
Bogard è un comune degli Stati Uniti d'America, situato nello Stato del Missouri, nella contea di Carroll.